# Wendy Davis (actrice)
Pour les articles homonymes, voir Wendy Davis et Davis.
Wendy Davis est une actrice américaine, née le 30 juin 1966 dans le Maryland, États-Unis.

## Biographie
Wendy a grandi à Joppatowne, dans le Maryland, une petite ville près de Baltimore. Elle étudie à Joppatowne High School et a obtenu un diplôme en théâtre à l'université Howard. Davis est un membre de la Delta Sigma Theta Sorority. Elle a un enfant, une fille. Le père est Jacobi Wynne, dont elle est divorcée. Elle et sa fille vivent à Charleston, en Caroline du Sud, où la série American Wives est tournée.

## Filmographie

### Cinéma
- 2002 : Mother Ghost : Stacy
- 1997 : Brittle Glory : Reporter
- 1980 : Powder Heads : Reborn

### Télévision

#### Téléfilms
- 2002 : Danger : avalanche ! (Trapped : Buried Alive) : Monique
- 2001 : Taking Back Our Town : Janice Dickerson
- 1999 : Rendez-vous : Jade

#### Séries télévisées
- 2025 : 9-1-1 (saison 8, épisode 12) : Juge Howe
- 2016 : NCIS : Enquêtes spéciales : Capitaine Bloom
- 2014 : Esprits Criminels : Dr Kathleen Benedict
- 2013 : Castle (saison 6, épisode 11 : Tout feu tout flamme) : Lt. Delia Burton, enquêtrice pour les pompiers du FDNY (Fire Department New York)
- 2012 : Scandal : Kimberly Mitchell
- 2007 - 2013 : American Wives : Joan Burton
- 2006 : Lt. Col. U.S. Army : Karen Patton
- 2005 : Grey's Anatomy : Holly Adams
- 2005 : Cold Case : Affaires classées : Julia Owens
- 2002 : Angel : Aubrey Jenkins
- 2001 : Washington Police : Saundra Dayton
- 2001 : The Weber Show : Alice Fullmer
- 2000 : Any Day Now (en) : Cheryl
- 1998 : Le Petit Malin : Hillary Jordan
- 1998 : Profiler : Mme Driscoll
- 1998 : The Gregory Hines Show : Allison
- 1997 : Between Brothers : Cynthia
- 1996 - 1997 : High Incident : Lynette White
- 1996 : EZ Streets : Joan Priestly
- 1995 : Return to Two Moon Junction : Roni
- 1994 : Coach : Julie
- 1993 : The Sinbad Show (en) : Sandy
- 1993 : Martin : Bobbi
- 1991 : The New WKRP in Cincinnati : Ronnie Lee/Ronnie
- 1989 : Running Out of Time (programme court) : Tracy Michelle Gibson